# 2025年世界运动会摩托艇比赛
2025年世界运动会摩托艇比赛是2025年世界运动会的一个项目，于2025年8月15日-17日在中国成都市东部新区的三岔湖举行。本届摩托艇比赛只设置动力冲浪板1个分项，设男子、女子和混合团体3个小项。

## 奖牌榜
*   主办国家/地区（中国）
| 排名                     | 国家 / 地区              | 金牌 | 銀牌 | 銅牌 | 总计 |
| ------------------------ | ------------------------ | ---- | ---- | ---- | ---- |
| 1                        | 捷克                     | 3    | 0    | 0    | 3    |
| 2                        | 中国*                    | 0    | 2    | 1    | 3    |
| 3                        | 波兰                     | 0    | 1    | 0    | 1    |
| 4                        | 斯洛伐克                 | 0    | 0    | 2    | 2    |
| 总计（共4个国家 / 地区） | 总计（共4个国家 / 地区） | 3    | 3    | 3    | 9    |

## 奖牌得主
| 项目     | 金牌                                             | 银牌                                            | 铜牌                                           |
| 男子     | Lukáš Záhorský · 捷克（CZE）                     | 张茂竹 · 中国（CHN）                            | 冯章豪 · 中国（CHN）                           |
| 女子     | Eliška Matoušková · 捷克（CZE）                  | 高佳音 · 中国（CHN）                            | Emma Strculová · 斯洛伐克（SVK）               |
| 混合团体 | 捷克（CZE） · Eliška Matoušková · Lukáš Záhorský | 波兰（POL） · Rozalia Janora · Arkadiusz Janora | 斯洛伐克（SVK） · Sára Žuborová · Marek Skamla |

## 参赛代表团
- 比利时（2）
- 加拿大（2）
- 塞浦路斯（1）
- 中国（8）
- 捷克（4）
- 德国（2）
- 日本（3）
- 科威特（2）
- 墨西哥（2）
- 波兰（2）
- 斯洛伐克（4）
- 韩国（4）
- 瑞典（2）
- 泰国（1）
- 美国（4）